# Спартанци Суботица
Спартанци Суботица су клуб америчког фудбала из Суботице, у Србији. Основани су 2009. године и тренутно не наступају ни у једном рангу таkмичења у Србији. Учествовали су у сезонама 2010. и 2011.